# Мегрело-абхазское противостояние
Мегрело-абхазское противостояние — серия вооружённых конфликтов, военных и политико-феодальных столкновений, происходивших в XV–XVII веках между представителями Абхазского княжества (включая абхазо-абазинские племена) и Мегрельским княжеством, часто при участии других западногрузинских политических образований, таких как Имеретинское царство и Гурийское княжество.

## История конфликтов

Территория Княжества Мегрелия, завоёванная Княжеством Абхазия в период с XVI по XVIII века.

В 1330 году Георгий Блистательный подчиняет абхазских феодалов, а всю территорию восточной Абхазии передает мегрельским князьям Дадиани, формируется политическая единица Сабедиано правителям которой подвластна вся Восточная Абхазия, это становиться плодом зарождения конфликта и поводом для восстания князей Шервашидзе-Чачба.
В 1389 абхазские князья впервые предъявляют претензии на Цхум.
В 1390 мегрельский князь Вамек Дадиани устраивает успешный поход на абхазское общество Садзен.
В 1414 абхазы восстают и убивают правителя Мегрелии, восстание было подавлено подошедшим на помощь царем Имеретии, но Абхазия смогла формально отделиться от Сабедиано.
В 1454 турки штурмуют Сухум-кале желая усмерить абхазов.
В 1533 Мамиа Дадиани с правителем Гурии устраивает поход на садзов, садзы во главе Цандия Инал-ипа смогли отбиться.
В 1578 турки прочно осваиваются в Сухуме.
В 1621 случается кровопролитная Мегрело-Абхазская война (1621—1657) абхазы и мегрелы грабят, похищают друг друга, в итоге Абхазского князя Путу убивают. Вскоре после этого владетельные князья дома Чачба возвращают свои земли до реки Галидзга, абазы устанавливают господство в море атакуя мегрельские и турецкие судна.
В 1634 османы грабят монастырь в Дранде.
В 1680-х (предположительно 1683) абхазский князь Сорек Шеравшидзе атаковал Мегрелию и сдвинул границу до реки Ингур, тем самым он завершил дело своих предков и закончил войну победив и освободив восточную Абхазию разгромив силы  оппонентов.
Сорек даже объявил себя владетелем Мегрелии, в последствии он желал захватить и территории Мегрельского княжества за Ингуром, но его остановил имеретинский царь.